# Мовчазна більшість

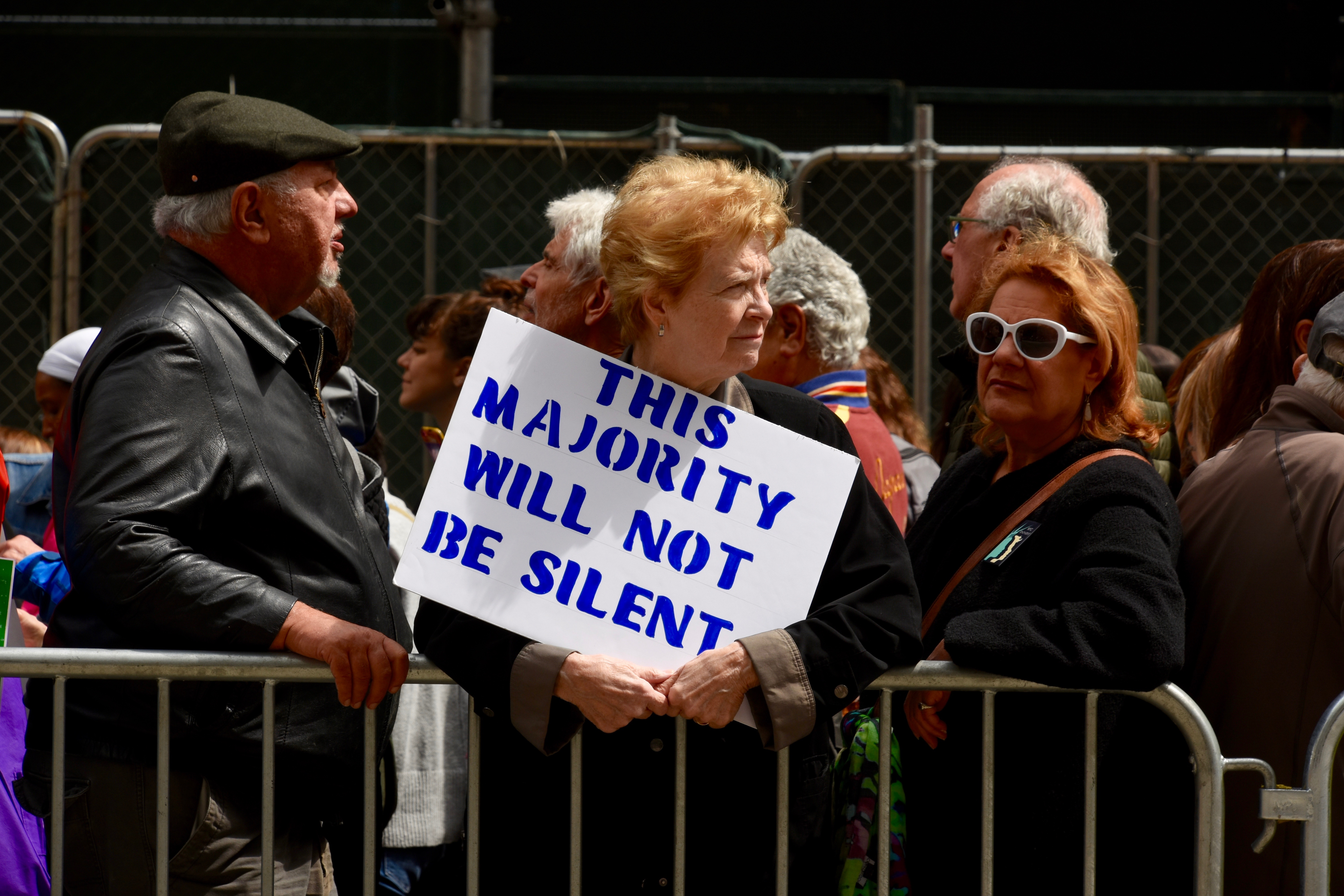
Учасниця демонстрації Tax March у Нью-Йорку, 16 квітня 2017 року

Мовчазна більшість (англ. Silent majority) — маса людей, які не висловлюють свою думку публічно і, як правило, не беруть участі в суспільному і політичному житті. За Ж. Бодріяром, мовчазна більшість характеризується загальною пасивністю, інертністю і схильністю до конформізму.
Термін популяризовано в США в кінці 1960-х років — зокрема, після звернення президента Річарда Ніксона до нації з приводу війни у В'єтнамі. У своїй промові Ніксон протиставив «величезну мовчазну більшість Америки» (the great silent majority of my fellow Americans) «галасливій меншості» (vocal minority), яка активно виступала проти продовження воєнних дій і вимагала негайного виведення військ із В'єтнаму. Під «мовчазною більшістю» Ніксон мав на увазі середній клас, мільйони патріотично налаштованих американців, що живуть далеко від політичного центру і не отримують належної репрезентації в ЗМІ.

## В політиці
«Мовчазна більшість» стало політичним кліше і широко використовується в медіа і в публічних виступах політиків і громадських діячів. Цю фігуру мови, як правило, використовують прихильники популізму, прирівнюючи «мовчазну більшість» до «народу» в цілому і бажаючи виступати від його імені. Популісти засновують свою риторику на ідеї гомогенності суспільства, на солідарності переконань його «мовчазних» представників.

### Сполучені Штати Америки
Перші згадки американської «мовчазної більшості» лунали задовго до звернення Річарда Ніксона до нації 1969 року.

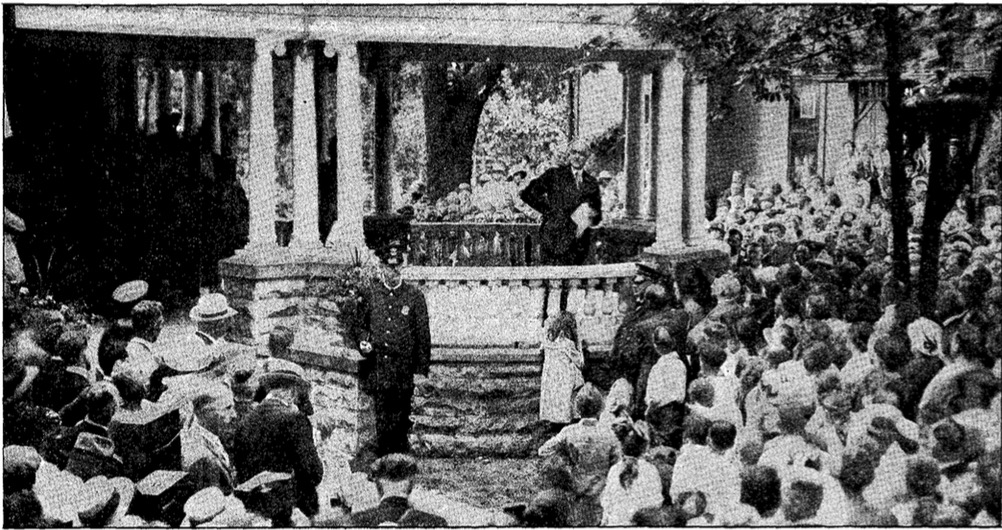
Воррен Гардінг приймає номінацію від Республіканської партії на ґанку свого будинку в Маріоні, Огайо, 20 липня 1920 року

Воррен Гардінг, 29-й Президент США, використовував цю фігуру мовлення в межах своєї президентської кампанії 1920 року. Номінант від Республіканської партії робив ставку на «повернення до нормальності» — до стану країни до початку Першої світової війни. Претендуючи на вираження інтересів більшості американців, Гардінг, однак, не виїжджав на зустрічі з виборцями і обрав тактику «кампанії з парадного ґанку»: виборці самі приїжджали до нього в Маріон, штат Огайо, щоб почути його виступи і задати питання. За підсумками президентського голосування Гардінг набрав 404 голоси колегії виборників (60,2 % голосів виборців) і став першим президентом США, який зайняв Білий дім на посаді чинного сенатора. Термін «мовчазна більшість» використовувався і в рамках кампанії Калвіна Куліджа, 30-ого президента США. Просуванням кандидата займався Брюс Бартон, прихильник Республіканської партії. Він ретельно опрацьовував позитивний образ Куліджа в пресі, розставляючи акценти на його невтомній працьовитості і протестантських цінностях. За задумом Бартона, Кулідж міг стати уособленням «білої» сільської Америки. У своїй статті «Про Калвіна Куліджа» в щотижневому журналі Collier's Бартон писав:

Безліч американців — ні радикали, ні реакціонери. Ці люди — не ліві і не праві; вони живуть у своїх будинках, багато працюють, і дуже хочуть, щоб держава повернулася до старого доброго правила: якомога рідше втручатися в життя своїх громадян. Іноді здається, що у величезної мовчазної більшості так і немає свого представника.
Але Кулідж — з ними. Він живе, як вони, працює, як вони, і добре їх розуміє. 
Оригінальний текст (англ.)
The great majority of Americans are neither radicals nor reactionaries. They are middle-of-the-road folks who own their own homes and work hard, and would like to have the government get back to its old habits of meddling with their lives as little as possible. It sometimes seems as if this great silent majority had no spokesman.
But Coolidge belongs with that crowd: he lives like them, he works like them, and understands.

Джон Ф. Кеннеді згадував «мовчазну більшість» у своїй книзі «Профілі мужності», за яку 1957 року отримав Пулітцерівську премію. Описуючи портрети американських політичних лідерів, Кеннеді протиставляв «мовчазну більшість» Америки та «галасливу меншість». Річард Ніксон отримав підписану книгу з рук Кеннеді в січні 1956 року.
Кліше «мовчазна більшість» було співзвучним з риторикою Ніксона. Старший радник президента Патрік Б'юкенен згадував, як 1968 року готувалася промова Ніксона за підсумками Національного конвенту Демократичної партії, який закінчився жорстоким розгоном протестувальників. У службовій записці Б'юкенен писав Ніксону: «Я б використовував протестувальників, найгірших з них… як підтвердження Ваших аргументів. Я б знову послався на Мовчазну Більшість, на тихих американців, чия справа — права. Вони заслуговують бути почутими». Ніксон повернув записку, в якій вирази «Мовчазна Більшість» і «тихих американців» були підкреслені.
У жовтні 1969 року в США пройшла масова демонстрація проти війни у В'єтнамі: по всій країні на вулиці вийшли близько двох мільйонів чоловік. Учасники виступали проти тривалої війни і вимагали негайного повернення солдатів додому. Передвиборчі обіцянки президента Ніксона з приводу «секретного плану» швидкого завершення війни не виправдалися.3 листопада 1969 року Ніксон виступив зі зверненням до нації. Президент оголосив нову концепцію американської політики у В'єтнамі — так звану доктрину «в'єтнамізації». Ніксон стверджував, що досягти «почесного миру» (англ. Peace with honor) шляхом негайного виведення військ неможливо; американський контингент буде скорочено, але військові дії не припиняться. Згадуючи масові протести, Ніксон підкреслив, що протестувальники перебувають у меншості — тоді як «величезна мовчазна більшість Америки» солідарна з чинною адміністрацією і по-іншому дивиться на війну у В'єтнамі.

Протягом майже 200 років політику нашої держави здійснювали, відповідно до нашої Конституції, обрані всім народом лідери в Конгресі і в Білому домі. Якщо галаслива меншість, при всьому її запалі у відстоюванні своєї позиції, візьме гору над розумом і волею більшості, майбутнього у нашої держави як вільного суспільства не буде. /…/
І тому сьогодні ввечері я прошу вас, величезна мовчазна більшосте Америки, надати мені підтримку.
Оригінальний текст (англ.)
For almost 200 years, the policy of this Nation has been made under our Constitution by those leaders in the Congress and the White House elected by all of the people. If a vocal minority, however fervent its cause, prevails over reason and the will of the majority, this Nation has no future as a free society. /.../
And so tonight — to you, the great silent majority of my fellow Americans — I ask for your support.

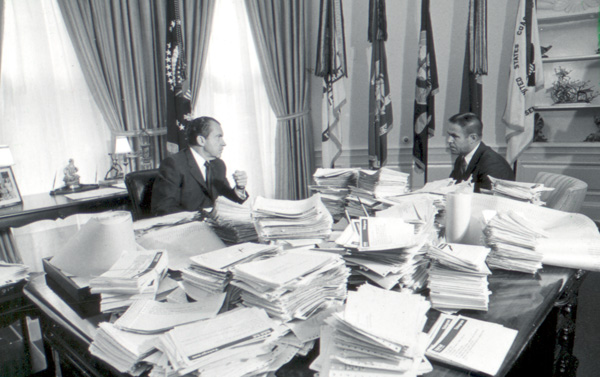
Президент Ніксон і начальник штабу в оточенні листів наступного дня після звернення Ніксона до нації, 1969 рік

Американське суспільство бурхливо відреагувало на виступ Ніксона. Наступного дня після звернення до нації в Білий дім надійшли десятки тисяч листів зі словами схвалення. Згідно з результатами опитування Інституту Ґеллапа, 77 відсотків американців підтримали курс Ніксона у В'єтнамі; 75 відсотків опитаних були впевнені, що «мовчазна більшість» — це ті, хто вважають, що протестувальники зайшли занадто далеко. 5 листопада 1969 року в New York Times з'явилася офіційна інтерпретація терміна «мовчазна більшість»: «широкий і такий, що, як правило, не виступає публічно зріз американського суспільства, який до вчорашньої ночі не висловлював своєї думки про війну» (англ. large and normally undemonstrative cross section of the country that until last night refrained from articulating its opinions on the war). Ніксон говорив про білих працьовитих американців, жителів сіл і невеликих міст, про яких, як правило, не пишуть у пресі.
15 листопада 1969 року 500 000 протестувальників проти війни у В'єтнамі вийшли до монумента Вашингтона. Ніксон повідомив журналістам, що ніякої акції протесту не помітив — під час мітингу він дивився футбол. За словами історика Джерарда де Грута, після позитивної суспільної реакції на промову про «мовчазну більшість» Ніксон був упевнений, що ця більшість американців — на його боці, а не на боці протестувальників.
Вираз «мовчазна більшість» незабаром став універсально придатним для двох сторін. Протестувальники, у свою чергу, також використовували це кліше у своїй риториці. Їхня інтерпретація була протилежною інтерпретації Ніксона: протестувальники називали «більшістю без голосу» себе, а не американців, які підтримують нову військову доктрину.
Лінія «мовчазної більшості» знайшла своє продовження й у наступних президентських виборах. 1970 року, за два роки до переобрання Ніксона, начальник штабу Гаррі Роббінс Голдеман став ініціатором плану з мобілізації «мовчазної більшості» по всій країні. В рамках цього плану у всіх 50 штатах було відкрито відділення корпорації «Silent Majority Inc.». До завдань корпорації входила організація продержавних мітингів і демонстрацій.
Один риторичний вираз Ніксона позначив нову популістську категорію. Ця категорія продовжує впливати на те, як два протиборчі політичні табори звертаються до своїх прихильників і борються за розширення свого впливу. За словами історика Ріка Перлштайна, поняття «мовчазної більшості» — це квінтесенція політичної філософії самого Ніксона: «це ідея, що існують два типи американців; є звичайні хлопці, які належать до середнього класу і живуть в будинках за білим парканчиком, які грають за правилами, платять податки і не протестують… А є ліві». Ще коротше «мовчазна більшість» описав автор Річард Скеммон: «немолоді, небідні і нечорні» (англ. «unyoung, unpoor and unblack»).

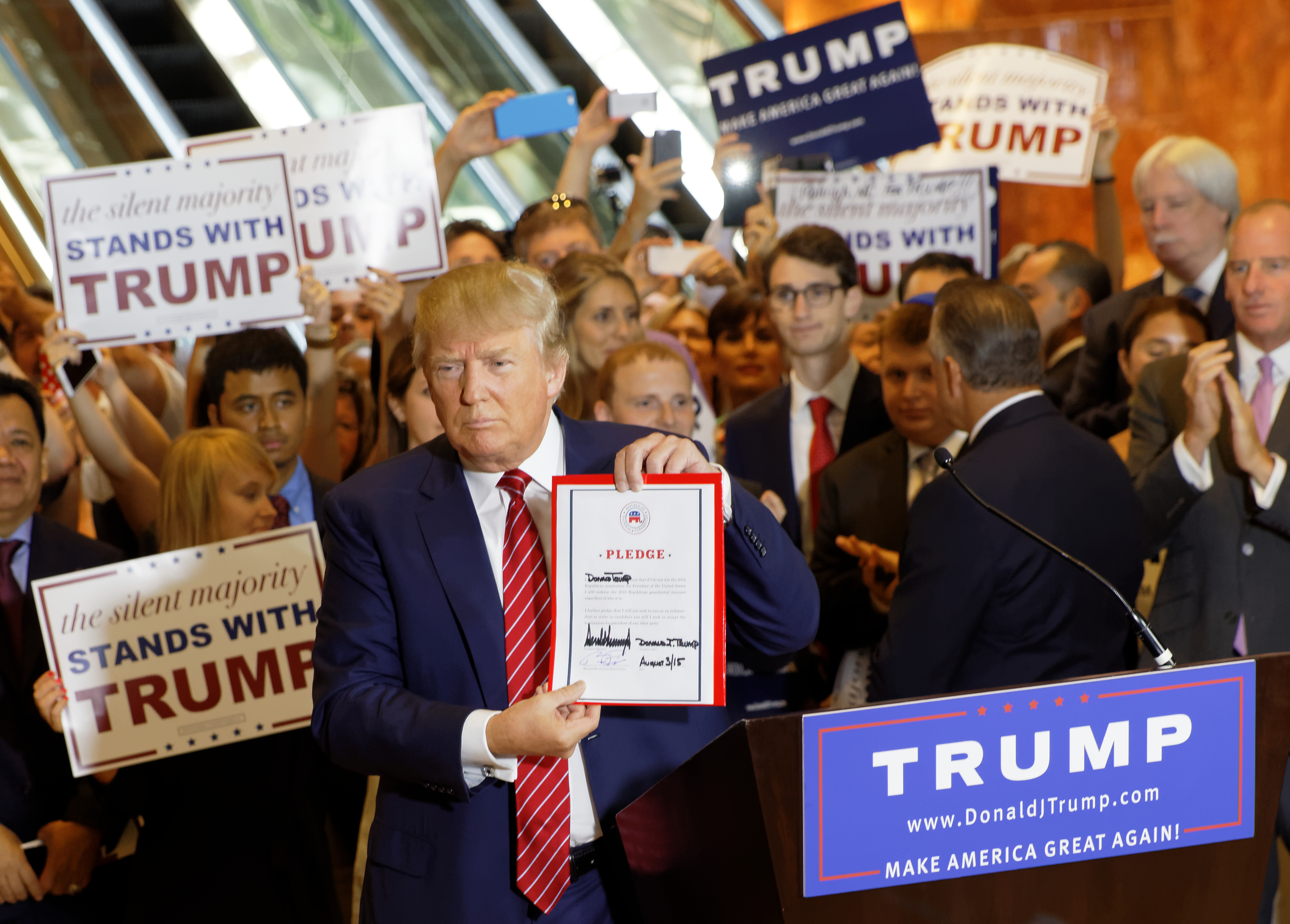
Дональд Трамп і його прихильники з постерами «Мовчазна більшість — за Трампа», 3 вересня 2015 року

«Мовчазна більшість» повернулася в політичний дискурс і в американські медіа в рамках президентських виборів 2016 року. Номінант від Республіканської партії Дональд Трамп часто використовував це кліше як у передвиборчих промовах, так і в своїх постах у Твіттері. Трамп регулярно підкреслював, що «мовчазна більшість» Америки почувається покинутою, забутою і ображеною, а також те, що «мовчазна більшість» повертається в політику, і він готовий бути її законним представником. Характерний твіт Трампа, який містить відсилання до «мовчазної більшості» (від 19 серпня 2015 року):

Очікую на завтрашню поїздку в Нью-Гемпшир.
Мовчазна більшість повертає собі нашу країну.
Ми ЗРОБИМО АМЕРИКИ ВЕЛИКОЮ ЗНОВУ!
Оригінальний текст (англ.)
I am looking forward to being in New Hampshire tomorrow. 
The silent majority is taking our country back.
We will MAKE AMERICA GREAT AGAIN!

За результатами дослідження Інституту Гувера, у вересні 2015 року більше третини прихильників Трампа мали вік від 65 років — а отже, вони ще могли пам'ятати промову Ніксона про «мовчазну більшість» та її наслідки.
Як і у випадку переобрання Річарда Ніксона в 1972 році, популізм Трампа і регулярна апеляція до «мовчазної більшості» зіграли роль у його перемозі. За підсумками виборів багато журналістів також писали про фатальну роль політичної коректності. Неможливість виражати праві погляди в ліберальному суспільстві зробила перемогу Трампа несподіваною для більшості демократів. Колумніст Мері Вітейкер стверджувала, що невидимість сільської республіканської Америки і стигматизація прихильників Трампа дозволили йому перемогти: «Ті, хто не могли дозволити собі публічно підтримати Трампа, скористались приватністю своїх кабін для голосування. Мовчазна більшість Америки ніби запитує: а тепер ви нас чуєте?».
Згідно з прогнозом історика Ріка Перлштайна, «мовчазна більшість» як кліше і як спосіб мислення вже не зникне з американської політичної риторики. Він асоціює цей спосіб мислення з почуттям відчуження, яке виникає у представників сільського середнього класу в період політичних і соціальних змін.

### Італія

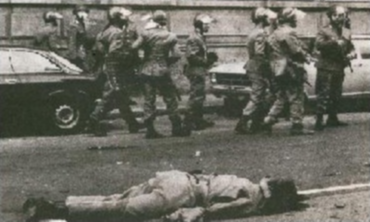
Вбивство поліцейського Антоніо Марино в Мілані, 12 квітня 1973 року

В Італії під «мовчазною більшістю», як правило, мають на увазі однойменний політичний рух. 7 березня 1971 року члени «Мовчазної більшості» вперше вийшли на демонстрацію на площу Кастелло в Турині. Протестна акція не принесла вагомих результатів, але дозволила організаторам оголосити мету руху: мобілізацію середнього класу області Ломбардія. Члени «Мовчазної більшості» прагнули вивести на вулиці тих, хто не звик виходити на демонстрації і публічно заявляти про свої вимоги. Рух привернув міланських правоцентристів, а також консервативно налаштованих антикомуністів з різних країв політичного спектру. 11 березня 1971 року перша велика акція протесту пройшла в Мілані.
1973 року рух «Мовчазна більшість» закликав міланських читачів до бойкоту газети «Corriere della Sera». За словами засновників руху, головний редактор П'єро Оттоне став занадто лівим, і це відбилося на змісті його газети.
Члени «Мовчазної більшості» не були пов'язані з будь-якою політичною партією. На демонстрації вони виходили лише з італійським триколором, без партійних символів. Але відсутність символіки не врятувала руху від звинувачень у підтримці неофашизму. В так званий «чорний четвер», 12 квітня 1973 року, на демонстрації в Мілані два неофашисти кинули гранату в поліціянта Антоніо Марино. Поліціянта було вбито, і цей інцидент позначив фактичний кінець руху «Мовчазна більшість».
Рух проіснував лише три роки, але закріпив термін і поняття «мовчазна більшість» в італійській політичній мові.

## В соціальній теорії

### Інтерпретація Жана Бодріяра
Природа «мовчазної більшості» стала об'єктом дослідження французького філософа і соціолога Жана Бодріяра в його есе «В тіні мовчазної більшості або Кінець соціального».Автор розмірковує про пасивність мас і про те, як їх всепоглинальна інертність деконструює соціологію як науку. За Бодріяром, маси не тільки не можуть бути будь-ким репрезентовані, але й у принципі не підлягають порядку представлення. Репрезентацію можуть отримати класи або народи, але не «мовчазна більшість» — вона в принципі не є суб'єктом історії. Маси порівнюються з «безоднею, в якій зникає сенс», з «чорною дірою, куди провалюється все соціальне». Отже, будь-яке звернення до «мовчазної більшості» не має значення, тому що воно не здатне згенерувати якоїсь відповіді.

Вони можуть бути «намагнічені» — соціальне оточує їх, виступаючи в як статична електрика, але більшість часу вони утворюють «масу» в прямому значенні слова, інакше кажучи, всю електрику соціального і політичного вони поглинають і нейтралізують безповоротно.
Вони не є ні хорошими провідниками політичного, ні хорошими провідниками соціального, ні хорошими провідниками сенсу взагалі. Все їх пронизує, все їх намагнічує, але все тут і розсіюється, не залишаючи ніяких слідів. І заклик до мас, по суті, завжди залишається без відповіді.

Бодрійяр описує мовчання мас як «єдину справжню проблему сучасності». Від «мовчазної більшості» постійно вимагають реакції, і відсутність цієї реакції рано чи пізно буде неможливо ігнорувати. Мовчання мас — це їх єдино можлива практика, «невідоме політичного рівняння, що зводить нанівець будь-які політичні рівняння». Це ж і їх головна загроза, яку політичним елітам ще належить повною мірою усвідомити. За Бодрійяром, мовчання — це те, що робить маси масами.
Автор розвінчує міф про те, що пасивність мас вигідна політичному режиму, і політики ефективно маніпулюють масами. Мовчання більшості, подібне до мовчання тварин, несе в собі відсутність якоїсь соціальної енергії. Будь-які маніпуляції, яким піддають «мовчазну більшість» соціологи, не можуть дати результату, оскільки маса не здатна артикулювати свою думку або пояснити мотиви своїх дій. Більше того, їй і не потрібні ні мотиви, ні дії, ні істина як така. Маса не може брати участі в чому-небудь або відповісти на поставлене запитання, тому що байдуже пропускає через себе всю інформацію, що надходить, і будь-який спрямований на неї вплив.
Бодрійяр вважає, що байдужість мас — це зловісний знак для влади. Влада не може маніпулювати «мовчазною більшістю» — в цій грі обидві сторони беруть участь на рівних. Референція до «мовчазної більшості» не може бути політично вигідною, не може виправдовувати політичні ходи. Тепер маса стає мовчазним і байдужим глядачем подій на політичній арені.

Сьогодні наслідки цієї стратегії обертаються проти самої влади: байдужість мас, яку вона активно підтримувала, віщує її крах. Звідси радикальна трансформація її стратегічних установок: замість заохочення пасивності — підштовхування до участі в управлінні, замість схвалення мовчання — заклики висловлюватися.
Але час вже пішов. «Маса» стала «критичною», еволюція соціального змінилася його інволюцією в поле інертності.

Бодріяр також розвінчує популярний міф про те, що ЗМІ здатні маніпулювати масами і громадською думкою. Він стверджує, що «маса є медіум значно потужніший, ніж всі засоби масової інформації, разом узяті». Філософ перефразовує тезу  Маршалла Маклуена з його книги «Розуміння медіа»: «Mass(age) is the message» (ориг. «Medium is the message»). За Бодріяром, динаміка маси резистентна до впливу медіа, і, навпаки, сама поглинає динаміку засобів масової інформації, як чорна діра.

## Критика і обговорення
Одна з підстав критики поняття «мовчазна більшість» у західних ЗМІ — це широта інтерпретації кліше. У відповідному трактуванні «мовчазна більшість» може в підсумку виявитися тим, що в інтерпретації Річарда Ніксона було «галасливою меншістю». Двома поняттями легко маніпулювати, беручи одну частину соціуму за іншу.
Наприклад, у статті колумніста Каса Мудде для The Guardian від 6 вересня 2018 року порушується питання про те, чи можна традиційно ставити знак рівності між «мовчазною більшістю» і популізмом. Згідно з результатами дослідження, проведеного Дослідницьким центром П'ю, цей домінувальний наратив у медіа більше не відповідає реальності. Опитування громадян з восьми європейських країн показало, що популістські партії не викликають належної довіри у виборців і поступаються в популярності соціал-демократичним. Популізм як такий називають ознакою «галасливої меншості», і до політичних запитів більшості він стосунку не має.
Інша підстава для критики терміна — наявність расового забарвлення. Під час передвиборної кампанії Дональда Трампа кліше «мовчазна більшість» отримало інтерпретацію в ЗМІ як «біла більшість, яка хоче повернути собі свою країну». Згадуючи промову президента Ніксона, журналісти дійшли висновку, що расові обертони цього поняття так і не зникли. Історик з Мічиганського університету Мет'ю Лассітер підтверджує, що концепція «мовчазної більшості» Ніксона була «беззастережно білою». Сам Ніксон обережно згадував кольорову меншість і не поспішав прирівнювати її до «мовчазної більшості»